# 涧壑真武庙
涧壑真武庙是一处古建筑，位于山西省晋中市祁县古县镇涧壑村，建于清。
2020年7月28日，涧壑真武庙公布为第八批祁县文物保护单位。2021年8月4日，涧壑真武庙公布为第六批山西省文物保护单位。